# PalaMaiata
Il PalaMaiata è un'arena coperta polifunzionale di Vibo Valentia.

## Storia
Il PalaMaiata, dotato di due grandi tribune capaci di ospitare circa 3.500 spettatori, è dato in gestione alla locale squadra di volley, la Tonno Callipo Vibo Valentia che milita in Superlega. 

## Utilizzo
Il PalaMaiata è usato quasi unicamente per ospitare le gare interne della Pallavolo Vibo Valentia oltre a fare da campo allenamento per la prima squadra, la seconda squadra (serie B) e le giovanili maschili e femminili.